# أندري راموس دو ناسيمنتو
أندري راموس دو ناسيمنتو (بالبرتغالية: Andrey Ramos do Nascimento) هو لاعب كرة قدم برازيلي في مركز الوسط، ولد في 15 فبراير 1998 في البرازيل. لعب مع نادي فاسكو دا غاما.

## وصلات خارجية
- أندري راموس دو ناسيمنتو على موقع قاعدة بيانات كرة القدم.إي يو (الإنجليزية)
- أندري راموس دو ناسيمنتو على موقع Soccerway.com (الإنجليزية)